# Frengers
Frengers es el tercer álbum de estudio de la banda danesa Mew, lanzado en abril de 2003.
El título del álbum es una contracción de las palabras inglesas friend (amigo) y stranger (extraño). Frengers es la abreviación de la frase: "Not Quite Friends, But Not Quite Strangers" (No precisamente amigos, pero tampoco extraños)

## Lista de canciones
1. "Am I Wry? No" – 4:54
2. "156" – 4:55
3. "Snow Brigade" – 4:22
4. "Symmetry" – 5:39
5. "Behind the Drapes" – 3:40
6. "Her Voice Is Beyond Her Years" – 2:48
7. "Eight Flew Over, One Was Destroyed" – 4:48
8. "She Came Home for Christmas" – 3:55
9. "SheSpider" – 4:44
10. "Comforting Sounds" – 8:58

### Bonus Tracks en la Edición Japonesa
1. "I Should Have Been a Tsin-Tsi (For You)" – 1:57
2. "Wherever" – 4:22

## Sencillos
| Año  | Título                          | Posición |
| ---- | ------------------------------- | -------- |
| 2003 | Comforting Sounds               | 48       |
| 2003 | Am I Wry? No [b]                | 47       |
| 2003 | She Came Home for Christmas [a] | 55       |
| 2003 | 156                             | –        |

Notes
- a^ Relanzado en 2000, 2002 y 2003. Su posición máxima fue el puesto #76 en UK Singles Chart el 2002.
- b^ Relanzado en 2003. Su posición máxima fue el puesto #137 en UK Singles Chart en su primer lanzamiento.

- Datos: Q1756845